# あひるの王子さま
『あひるの王子さま』（あひるのおうじさま）は、森永あいによる日本の漫画作品。『月刊ASUKA』（角川書店）にて2001年3月号から2003年4月号まで連載された。単行本はあすかコミックスより全6巻。第6巻には『月刊ASUKA』2002年12月号増刊に掲載された番外編も併せて収録されている。2002年にはドラマCDが発売された。2010年にマッグガーデンのブレイドコミックスから新装版が全3巻で発売。

## ストーリー
植物好きで心優しい中学3年生白鳥麗一は、チビで不細工、ヘルメットのような髪型でビン底眼鏡を掛けた容姿からいじめのターゲットとなり、苦痛の毎日を送っていた。彼が所属する園芸部で育てたサフランを手入れしていると、同級生の美少女伊藤ゆみこだけは彼の側に寄って素直に「綺麗だね」と言ってくれた。麗一はゆみこに想いを寄せるようになる。
そんなある日、ゆみこの飼い犬がいなくなる。必死で犬を探すゆみこに一緒に探してくれるよう頼まれた麗一だが、犬を発見したその瞬間車に撥ねられてしまう。
1年後、病院で目覚めた麗一が見たものは、鏡に映った絶世の美少年である自分であった。呆然とする麗一の前に、ゆみこの飼い犬であるミスターが現れ、自分の魔法で美少年に変身したのだと告げられる。その後麗一は姉たちによる4ヶ月もの特訓を経て1年遅れで私立旭ヶ丘高校に入学。そこでアメリカから戻り、1学年上となったゆみことの再会を果たしたものの、姿が変わってしまっているため、ゆみこには同姓同名の別人だと勘違いされてしまう。
ゆみこが所属する園芸部にすぐさま入部する麗一だが、整形をした顔が苦手というゆみこに嫌われないよう、別人を装いながら高校生活を送る。しかも、もともとは人間であったミスターの魔法のせいで、麗一はゆみこに接近しようとするともとの姿に戻ってしまうのだった。
こうして麗一は、幸せながらもじれったい日々を過ごしていくこととなる。

## 登場人物
※「声」の記述は、ドラマCD版である。

### メイン
白鳥麗一（しらとり れいいち）
声：保志総一朗
主人公。初登場時は中学3年生。世界名作劇場をと植物をこよなく愛する、純情な性格の少年。母親の連れ子。暗い上にチビで不細工、特徴的な髪型から「ヘルメット」と渾名をつけられ、いじめの標的にされていた。事故に遭い、ミスターから魔法をかけられることで自他ともに認める美男子に変身するが、女子に接近した際に元の姿に戻る。1年遅れで私立旭ヶ丘高等学校に入学、ゆみこと再会した。園芸部所属。
伊藤ゆみこ（いとう ゆみこ）
声：田村ゆかり
麗一と中学の元同級生であり、心優しい性格の美少女。ミスターの飼い主。私立旭ヶ丘高等学校2年D組の編入生。中学卒業間際、父親の海外転勤でアメリカに一時引っ越した。人を見た目で判断しない。整形手術をした顔は苦手。「整った顔はよく判らない、整形前の方が皆綺麗」が持論。園芸部所属。
ミスター / エドワード
声：龍田直樹
ゆみこの飼い犬。見た目はブサイクな犬だが、素顔は絶世の美少年。その正体は遠いハイランド国の遥か昔の王子である。些細なトラブルにより、エリアスに犬化する魔法をかけられ現在の姿となり、数百年もの間犬として放浪している。10年前、保健所にて安楽死させられる寸前のところ、ゆみこに飼われる。
麗一と鈴木の間で思い悩んだゆみこの「ミスターが人間だったらよかったのに」という願いを叶えるため、エリアスの手により人間に戻ったが、彼女に事情を理解してもらえず警察に通報された。蘭とはべた甘な恋人同士。ミスターとはゆみこの飼い犬としての名であり、名前の由来は容姿の似ているMr.オクレ。エドワードは本名である。人間の姿かつ表向きでは、「長嶋」と名乗っている。
奥村（おくむら）さん / ブランシュ
私立旭ヶ丘高等学校2年D組の編入生であり、転校と同時に園芸部に入部する。
後者は、エドワードの幼馴染かつエリアスの恋人としての名である（苗字又はブランシュとしか呼ばれず、現世での下の名は不明）。交通事故に遭ったのをきっかけに前世の記憶を取り戻し、エリアスを追いかけて旭ヶ丘高校にやって来た。
実家は神社。強い魔法を使うことはできないが、お祓いは超強力。最終的には、ミスターが人間に戻るのに協力した。前世から寝ぼけぐせがある。

### 白鳥家
白鳥蘭（しらとり らん）
声：木村美佐
白鳥家次女。大学生。麗一とは血縁関係がなく、彼女を含む3人の姉は父親の連れ子である上に暴力的かつ男関係が派手である。
昔の彼氏に二股を掛けられた腹いせに、麗一を押し倒し童貞を奪った張本人。人間姿のミスターとは恋人同士。空手2段の強者。
白鳥好子（しらとり よしこ）
白鳥家長女。物腰柔らかな笑顔の持ち主。激怒している時ですら笑顔である。笑顔の下にどのような感情が渦巻いているかは測り知れない。
白鳥美樹（しらとり みき）
白鳥家三女。麗一より１歳上と思われる女子高生。姉２人と比べて大雑把。母親とともに氷川きよしのファンである。

### 朝日が丘高等学校
大前リカコ（おおまえ リカコ）
声：雪乃五月
私立旭ヶ丘高等学校2年D組の女子高生で、園芸部所属。アニメオタクで料理が趣味。かなり太めの体格と引っ込み思案な性格で、いじめの標的になっていた。世界名作劇場を愛する麗一とは意気投合している。繊細だが、思い込みが激しく非常に強引である。目元だけは美人であり、かなりの巨乳でもある。
車に轢かれそうになった麗一を庇って病院に運ばれ、入院中に減量＋目元以外を整形し、容姿に自信がついたことで積極的な明るい美少女となった。その後街中で戦隊もののプロデューサーからスカウトされ、一躍有名人となる。入院中病院で知り合った有名なバイオリニスト（後藤）と付き合っている。
高村（たかむら）
声：千葉進歩
私立旭ヶ丘高校の園芸部顧問で、化学科教師。その正体は、ミスターを犬化した魔法使いエリアスである。奥村さんとは、前世から愛し合っていた。前世も現世も相当な女好きで浮気性であり、ゆみこにも興味を持っている。
現世でも高度な魔法を使える。一見人あたりもよく優しいが、少々腹黒い。
鈴木（すずき）
大人しくひ弱で愚鈍な、園芸部所属の1年の男子生徒。容姿がナスビに似ている。ゆみこと互いに惹かれ合い、付き合うようになるが、彼女が自分を通して別人（麗一）を見ていることに感づき、別れを告げる。

### その他
後藤（ごとう）
イケメン若手バイオリニスト。幼少時から数々の海外コンクールで入賞してきた。大前さんにべた惚れしている。
まりな
白鳥家の知人。事故で学校を休んでおり、その間の授業を麗一が家庭教師として受け持った小学校4年生の美少女。優しい性格で素直で純朴そうに見えるが秘密がある。
真子
白鳥家の知人でまりなの母。見た目は若々しい美人。まりなと同じく、優しい性格で純朴そうに見えるが秘密がある。

## 書誌情報
- 森永あい『あひるの王子さま』角川書店〈あすかコミックス〉全6巻
  1. 2001年3月17日発売、ISBN 978-4-04-924865-4[1]
  2. 2001年12月17日発売、ISBN 978-4-04-924884-5[2]
  3. 2002年3月14日発売、ISBN 978-4049249002[3]
  4. 2002年8月17日発売、ISBN 978-4-04-924912-5[4]
  5. 2003年1月17日発売、ISBN 978-4-04-924929-3[5]
  6. 2003年6月17日発売、ISBN 978-4-04-924942-2[6]

- 森永あい『あひるの王子さま 新装版』マッグガーデン〈BLADE COMICS〉全3巻
  1. 2010年2月10日発売、ISBN 978-4-86127-708-5
  2. 2010年3月10日発売、ISBN 978-4-86127-723-8
  3. 2010年3月10日発売、ISBN 978-4-86127-724-5

## ドラマCD
2002年4月25日発売